# Slim Lamar
Slim Lamar war ein US-amerikanischer Jazz- und Unterhaltungsmusiker (Klarinette, Tenorsaxophon) und Bandleader.

## Leben und Wirken
Slim Lamar leitete ab Ende der 1920er-Jahre eine Territory Band, die im Raum Tennessee aktiv war und in der u. a. auch Musiker wie Tony Almerico, Sonny Clapp, Spud Murphy und Irwin Kunz tätig waren. Zwischen 1928 und 1932 spielten Slim Lamar and His Southerners  in Memphis (Tennessee) und Camden (New Jersey) etwa zwanzig Titel für Victor Records ein, darunter „Goofus“, „Memphis Kick Up“, „Mississippi Stomp“ und „Oriental Illusions“. Des Weiteren nahm Lamar in dieser Zeit auch mit Mart Britt und der Sängerin Irene Beasley auf.

## Diskografie
- Victrola Favorites: Artifacts From Bygone Days (Dust-to-Digital, ed. 2007)
- Jazz The World Forgot Volume 2 (Yazoo, ed. 2002)
- Texas & Tennessee Territory Bands (Retrieval), mit Blue Steele, Slim Lamar, Mart Britt, Sunny Clapp und Phil Baxter